# مولدسورث (تشيشير)
مولدسورث (بالإنجليزية: Mouldsworth)‏ هي قرية و أبرشية مدنية تقع في المملكة المتحدة في إنجلترا.  يقدر عدد سكانها بـ 302 نسمة .